# Dos (음악 그룹)
dos는 ASAYAN을 통해 데뷔한 일본의 3인조 음악 그룹이다.

## 멤버

### 아사미
- 1975년 3월 5일 가나가와현 사가미하라시 출생

### 다에코 니시노
- 1975년 12월 30일 출생

### 카바짱
- 1969년 6월 19일 후쿠오카현 후쿠오카시 하카타구 출생
- 가수 겸 안무가